# ألفريد رومر
ألفريد رومر (بالإنجليزية: Alfred Romer)‏ هو عالم حيوانات وأستاذ جامعي أمريكي، ولد في 28 ديسمبر 1894 في وايت بلينس في الولايات المتحدة، وتوفي في 5 نوفمبر 1973.

## وصلات خارجية
- ألفريد رومر على موقع الموسوعة البريطانية (الإنجليزية)